# Stragglethorpe
Stragglethorpe – wieś w Anglii, w Lincolnshire, w dystrykcie North Kesteven, w civil parish Brant Broughton and Stragglethorpe. Leży 19.9 km od Lincoln i 175.9 km od Londynu.
W 1921 roku civil parish liczyła 86 mieszkańców.